# Хромова Лариса Миколаївна
Лариса Миколаївна Хромова (16 червня 1940, Саратов, Російська РФСР — 29 серпня 2020) — радянська театральна акторка. Заслужена артистка Молдавської РСР (1975).

## Походження та навчання
Народилася 1940 року у Саратові. Після закінчення середньої школи в грудні 1957 року вступила до драматичної студії при Саратовському Державному
драматичному театрі імені Карла Маркса. Керівником студії був головний
режисер цього театру, Заслужений діяч мистецтв Російської РФСР Микола Бондарєв.

## Творчість
Після закінчення драматичної студії в червні 1961 року першим місцем роботи акторки став Брянський театр драми імені Олексія Толстого. У ньому вона пропрацювала з 1961 по 1964 роки.
Поворот у долі Лариси Хромової стався у 1964 році під час гастролей Брянського театру у Кишиневі — столиці Молдавської РСР. Вона була запрошена до Кишинівського російського драматичного театру імені Антона Чехова. Акторка працювала в ньому до грудня 1995 року.
У 1975 році була удостоєна звання Заслуженої артистки Молдавської РСР.
|  | «Будучи вже Заслуженою артисткою республіки Молдови, успішною акторкою, в репертуарі якої були такі вистави, як "Барабанщиця", "Кішка на розпеченому даху", "Кам'яний гість" тощо, я поїхала до Москви і вступила до ГІТІСу імені А. В. Луначарського на заочне відділення театрознавчого факультету. Потрапила на курс відомого театрального критика, професора Микооли Ельяша. Пам'ятаю, на співбесіді він поставив мені лише одне питання: "Навіщо вам це треба, адже ви — граюча акторка?" А у мене був період якоїсь недостатності, я шукала себе.», згадувала саратовська письменниця Р. Д. Кравцової у книзі «Живе серце». |

У 1985 році Лариса Хромова успішно закінчила ГІТІС за спеціальністю театрознавця історії театрального мистецтва. Після відходу з театру вона весь вільний час присвятила педагогічній діяльності. Організувала дитячий Театр-студію у кишинівському ліцеї імені В. Лупу.
|  | «Ларису Миколаївну воістину можна назвати однією з культових особистостей республіки, людиною, що присвятила своє життя російському театру. Ось вже багато років вона робить все можливе, щоб російське слово продовжувало жити на молдавській землі». |

Багато років Лариса Хромова була однією з режисерів заходів, присвячених Дню слов'янської писемності і культури в Молдові. Вона одна із засновниць Слов'янського фонду Молдови.

## Нагороди та визнання
- Заслужена артистка Молдавської РСР (1975)